# Anne Migliosi Taalesen
Anne Migliosi Taalesen (* 18. November 1965, geborene Anne Migliosi) ist eine ehemalige norwegische Handballspielerin, die für die norwegische Nationalmannschaft auflief.

## Karriere
Anne Migliosi Taalesen, deren Eltern aus Italien stammten und sich in Skien niederließen, lief ab dem Jahr 1981 für die Damenmannschaft von Gjerpen IF auf. Mit Gjerpen gewann sie 1984, 1985 und 1991 das Endspiel um die norwegische Meisterschaft, 1991 die Serienmeisterschaft sowie 1985, 1986 und 1990 die Norgesmesterskap, den norwegischen Pokalwettbewerb. Wegen anhaltender Probleme mit den Fersen zog sie sich im Jahr 1991 aus der ersten Mannschaft zurück. Anschließend spielte sie noch einige Jahre in der Veteranenmannschaft von Gjerpen IF.
Taalesen bestritt zwischen 1984 und 1988 insgesamt 62 Länderspiele für die norwegische Nationalmannschaft, in denen sie 70 Treffer erzielte. Der größte Erfolg in ihrer Länderspiellaufbahn war der Gewinn der Bronzemedaille bei der Weltmeisterschaft 1986.